# 小行星2379
小行星2379（2379 Heiskanen）是一颗围绕太阳公转的小行星。1941年9月21日，爾約·維薩拉在图尔库发现了此天体。
該小行星以芬蘭測地學家維科·亞歷山大·海斯卡寧命名。
这颗小行星的绝对星等为177.2071215422112等。